# 福岡市雁の巣レクリエーションセンター
福岡市雁の巣レクリエーションセンター（ふくおかしがんのすレクリエーションセンター）は、福岡県福岡市東区奈多にあるスポーツ施設群を有する公園。敷地面積662,105m2である。施設は福岡市が所有し、公園緑地管理財団が指定管理者として運営管理を行っている。
この場所は1936年に日本初の国際空港として設置された「福岡第一飛行場」（後に「雁ノ巣飛行場」）の跡地の一部であり、戦後はアメリカ空軍の基地であった。1970年に一部返還された土地を利用して開園され、その後、基地は1972年に閉鎖された。2002年にアイランドシティとの連絡道路（都市計画道路海の中道アイランド線）が完成するまでは、敷地の一部に航空機の格納庫などが放置されていた。
福岡ソフトバンクホークスが1989年から2015年まで二軍本拠地および練習場としていた野球場や、アビスパ福岡が練習場としているグラウンドなどがある。また隣接地には国が管理する国営海の中道海浜公園がある。

## センター内の主な施設
- 野球場：福岡ソフトバンクホークス二軍本拠地（2015年まで）
- 第1硬式野球場
- 軟式野球場10面
- ソフトボール場5面
- 球技場：アビスパ福岡練習場
- テニスコート4面
- サイクリングコース
- 児童公園

など

## アクセス
- JR香椎線雁ノ巣駅より徒歩10分
- 西鉄バス「雁の巣レクリエーションセンター」下車